# Schulmania ovale
Schulmania ovale is een microscopische parasiet uit de familie Sinuolineidae. Schulmania ovale werd in 1983 beschreven door Kovaljova, Zubchenko & Krasin. 